# Baltimore Ravens
Los Baltimore Ravens (en español, Cuervos de Baltimore) son un equipo profesional de fútbol americano de los Estados Unidos con sede en Baltimore, Maryland. Compiten en la División Norte de la Conferencia Americana (AFC) de la National Football League (NFL) y disputan sus partidos como locales en el M&T Bank Stadium.
El equipo fue fundado en 1996, cuando Art Modell, entonces propietario de los Cleveland Browns, anunció el traslado de los Cleveland Browns a Baltimore. Sin embargo, como parte de un acuerdo entre la NFL y la ciudad ohioana, se le exigió a Modell que dejara la historia, los colores y los récords de los Browns en Cleveland a cambio de un equipo y personal de reemplazo que reanudaría la actividad en 1999. A cambio, se le permitió llevar a su propio personal y equipo a Baltimore, donde dicho personal formaría un equipo de expansión. El equipo es propiedad de Steve Bisciotti y fue valorado en 4630 millones de dólares en 2023, lo que lo convierte en la vigesimoctava franquicia deportiva más valiosa del mundo.
A lo largo de su historia, los Ravens han ganado un total de dos Super Bowls, dos títulos de conferencia y ocho títulos de división. De acuerdo con la revista Forbes, los Baltimore Ravens son el trigésimo segundo club deportivo más valioso del mundo y el decimosexto de la NFL con un valor estimado de 2975 millones de dólares.

## Historia
Los Baltimore Ravens fueron fundados oficialmente el 9 de febrero de 1996. El 6 de noviembre del año anterior Art Modell, propietario de los Cleveland Browns, anunció que trasladaría al equipo a Baltimore al término de la temporada de 1995. La National Football League y la ciudad de Cleveland llegaron a un acuerdo para que el nombre, colores e historia de los Browns permaneciesen en Cleveland, por lo que los Baltimore Ravens pasaron a considerarse un equipo de expansión. La creación de los Ravens supuso el regreso de a Baltimore doce años después de que los Baltimore Colts se mudasen a Indianápolis. El nombre del equipo se inspiró en el poema El cuervo de Edgar Allan Poe, quien vivió un tiempo en Baltimore, murió y fue enterrado allí en 1849.
El primer entrenador contratado por Modell fue Ted Marchibroda, quien había sido entrenador de los Baltimore Colts previo a su partida hacia Indianna. En esa primera temporada, la temporada 1996-97, fueron locales en el Baltimore Memorial Stadium y participaron dentro de la AFC en el grupo AFC Central. En dicha temporada quedaron fuera de las eliminatorias con un registro de 4 victorias y 12 derrotas. En la siguiente temporada mejoraron sus resultados previos, ganando 6, empatando 1 y perdiendo 9 pero aun así no avanzaron de fase.
En su tercera temporada, el equipo se traslada a un nuevo estadio, el M&T Bank Stadium. También mejoran su posición en la AFC Central, pasando al penúltimo lugar con 6 victorias y 10 derrotas.

### Era Billick y primer Super Bowl
En 1999, tras tres temporadas bajo el mando de Marchibroda, el equipo decide contratar uno nuevo y así llega Brian Billick. El nuevo entrenador le dio un cambio al equipo, que ganó la mitad de los partidos jugados, pero estuvo lejos de avanzar de fase. Aun así, Billick continuó al mando para la quinta temporada de los Ravens y mejora lo anteriormente hecho, logrando 12 victorias en 16 partidos, quedando segundo en el grupo y cuarto en la AFC y avanzando por primera vez a las eliminatorias. Tras superar a los Denver Broncos como local 21-3, luego a Tennessee Titans como visitante 24-10 y ganar el campeonato de la AFC contra Oakland Raiders a domicilio 16-3, participan en su primer Super Bowl, donde se enfrentan en el Raymond James Stadium de Tampa, Florida a los New York Giants. Los Ravens vencen 34 a 7 y se quedan con el Super Bowl XXXV.
En esa misma temporada la franquicia fue vendida en un 49 % a Steve Bisciotti.
En la siguiente temporada llegan nuevamente a las eliminatorias, pero caen en semifinales ante Pittsburgh Steelers. En la 2002 se reagrupan las divisiones de la AFC, pasando Baltimore de la AFC Central a la AFC Norte.
En la temporada 2004 la franquicia fue vendida en su totalidad a Steve Bisciotti, quien ya poseía un porcentaje.
Tras cuatro temporadas sin participar en la segunda ronda, Baltimore logra en 2006 una marca de 13-3 y termina primero de división y segundo de conferencia, asegurándose un lugar en semifinales y la localía. Aun así fueron superados por los Indianapolis Colts, que luego ganarían el Super Bowl. Tras esa temporada, llegó la última de Billick, donde el equipo terminó último de división con 5 ganados y 11 perdidos.

### Era Harbaugh y segundo Super Bowl
Con la llegada de dos novatos, el entrenador en jefe John Harbaugh y el quarterback Joe Flacco, los Ravens comenzaron la temporada de 2008 con una gran incertidumbre. Su partido de la semana 2 ante los Houston Texans se aplazó hasta dos meses más tarde a causa del huracán Ike, obligando a los Ravens a jugar un total de dieciocho semanas consecutivas. Con un récord de 2-3 tras haber perdido tres partidos consecutivos ante los Pittsburgh Steelers, Tennessee Titans y Indianapolis Colts, los Ravens consiguieron ganar nueve de sus once próximos partidos de la temporada regular, lo que les permitió hacerse con el sexto puesto en las eliminatorias de la AFC con un récord de 11-5.
En las eliminatorias se enfrentaron con los Miami Dolphins, a quienes derrotaron a domicilio 27-9, y luego a Tennessee Titans 13-10 para llegar a la final de la conferencia ante Pittsburgh, que derrotó a los Ravens 23-14.
En la Temporada 2009 de la NFL, Baltimore avanzó gracias a un desempate entre tres equipos, ya que igualó en récord de 9-7 junto con los New York Jets y los Houston Texas, este último eliminado. Tras avanzar en los juegos de wild-card, Baltimore cae ante Indianapolis.
En la Temporada 2010 de la NFL mejoran su marca, logrando 12 victorias y 4 derrotas, siendo segundos de división y 5 de conferencia, y avanzando por tercer año consecutivo a las eliminatorias, aunque nuevamente quedarían eliminados en semifinales de conferencia. Un año más tarde llegarían hasta la final de la conferencia, tras una marca de 12-4, y perderían por 23-20 ante New England Patriots.
En 2012, tras ganar la división 10-6, Baltimore elimina en dos tiempos extras a Denver, y luego le gana a New England en la final de la conferencia, tomándose revancha de la temporada pasada, para así participar en su segundo Super Bowl, el XLVII. En el Superdome de Nueva Orleans, en Luisiana, derrotan a San Francisco 49ers y logran así su segundo título de la NFL.
En 2013 y con una marca de 8-8 no avanzaron de ronda, mientras que en 2014 y con 10-6 llegaron a semifinales de conferencia tras ser sextos de la misma y superar a Pittsburg. En 2015 no pasaron de ronda. En la temporada 2016 no pasaron de ronda. En el 2017, tampoco pasan de ronda. En 2018 califican como campeones de la AFC norte.

### 2019-presente: La era de Lamar Jackson
Mientras en 2019 se consagran campeones de la AFC norte por segundo año consecutivo con un récord de 14-2 siendo la mejor franquicia en la temporada regular y perdiendo contra los Tennessee Titans en la Ronda Divisional de las eliminatorias por 28-12 en el M&T Bank Stadium, en la que rompieron el récord de más yardas por tierra para un equipo en temporada regular (3,166 yardas) que ostentaban los Patriotas de Nueva Inglaterra desde 1978, donde Lamar Jackson rompió el récord de más yardas corridas por un Quarterback en una temporada, más pases de touchdown en una temporada regular y mejor rating de Quarterback de la franquicia y Justin Tucker rompió el récord de más puntos extras en una temporada regular de la franquicia. También Baltimore logró tener el MVP del año, Lamar Jackson, 13 jugadores al Pro Bowl y 5 jugadores al All-Pro. John Harbaugh fue elegido como el coach del año y también fue elegido como el coach del equipo de la AFC en el Pro Bowl.

## Estadio

### Antiguos terrenos de juego
- Baltimore Memorial Stadium (1996-1997). El Memorial Stadium de Baltimore fue el primer estadio de los Ravens. Abrió sus puertas el 20 de abril de 1950 y fue el campo de los Baltimore Orioles de las Grandes Ligas de Béisbol y de los Baltimore Colts. Los Ravens jugaron en el Memorial Stadium durante sus primeras dos temporadas de vida mientras se construía el Ravens Stadium at Camden Yards.

### M&T Bank Stadium

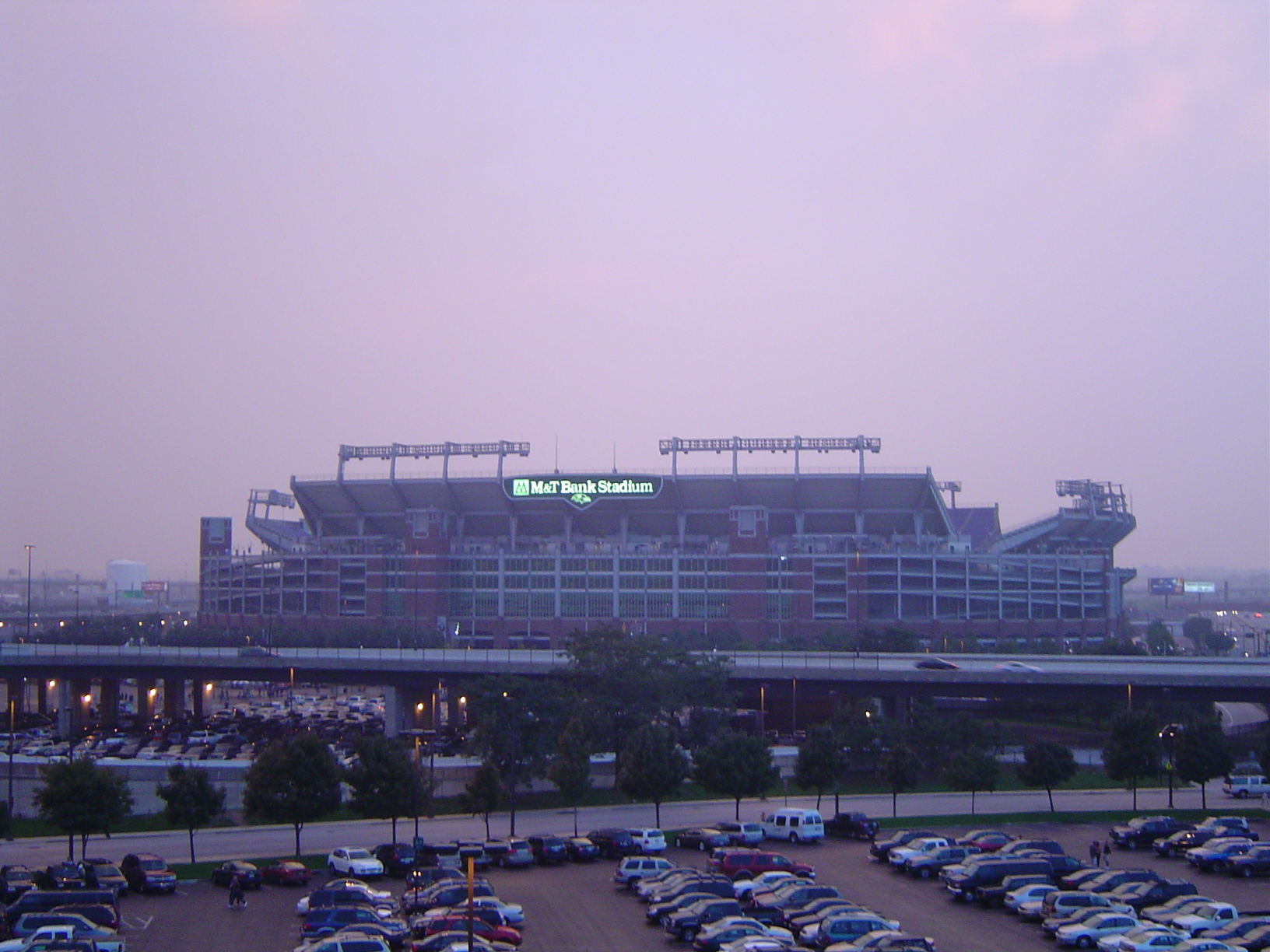
El M&T Bank Stadium visto desde fuera.

El M&T Bank Stadium es el estadio de los Ravens desde 1998. Fue inaugurado el 6 de septiembre de 1998 con el nombre de Ravens Stadium at Camden Yards. Tiene capacidad para 70.745 espectadores y su costo total fue de 220 millones de dólares. Está ubicado en el Complejo Deportivo Camden Yards, que incluye el Oriole Park at Camden Yards.
Enfrente de la entrada principal del estadio se encuentra la Plaza Johnny Unitas, llamada así en homenaje a Johnny Unitas, que jugó en los Baltimore Colts entre 1956 y 1972. En octubre de 2002, un mes después del fallecimiento de Unitas, se erigió una estatua de bronce en honor al legendario quarterback. En septiembre de 2014 los Ravens revelaron una estatua de Ray Lewis, linebacker del equipo entre 1996 y 2012.

## Jugadores

### Salón de la Fama
A continuación la lista de miembros de los Baltimore Ravens que actualmente pertenecen al Salón de la Fama del Fútbol Americano.
| Salón de la Fama del Fútbol Americano |                 |                               |              |           |
| Núm.                                  | Nombre          | Posición                      | Temporada(s) | Inducción |
| 26                                    | Rod Woodson     | Esquinero, safety             | 1998–2001    | 2009      |
| 82                                    | Shannon Sharpe  | Ala cerrada                   | 2000–2001    | 2011      |
| 37                                    | Deion Sanders   | Esquinero, pateador, receptor | 2004–2005    | 2011      |
| –                                     | Mike Singletary | Entrenador de apoyadores      | 2003–2004    | 1998      |
| –                                     | Ozzie Newsome   | Ejecutivo, mánager general    | 1996–2018    | 1999      |
| 75                                    | Jonathan Ogden  | Tacle ofensivo                | 1996–2007    | 2013      |
| 52                                    | Ray Lewis       | Linebacker                    | 1996-2012    | 2018      |
| 20                                    | Ed Reed         | Safety                        | 2002–2012    | 2019      |

### Anillo de Honor de los Baltimore Ravens
Los Ravens tienen un "Anillo de Honor" que está en exhibición permanente rodeando el campo del estadio M&T Bank. El anillo actualmente rinde homenaje a 19 miembros, incluidos 8 exmiembros de los Baltimore Colts. Los nombres que estén en negro significa que entraron al Salón de la Fama y los que terminan con * fueron miembros de los Baltimore Colts.
| Anillo de Honor de los Baltimore Ravens | Anillo de Honor de los Baltimore Ravens | Anillo de Honor de los Baltimore Ravens | Anillo de Honor de los Baltimore Ravens | Anillo de Honor de los Baltimore Ravens | Anillo de Honor de los Baltimore Ravens                                                                                     |
| --------------------------------------- | --------------------------------------- | --------------------------------------- | --------------------------------------- | --------------------------------------- | --- |
| Número                                  | Jugador                                 | Posición                                | Temporadas en Baltimore                 | Inducción                               | Logros con Baltimore (individuales)                                                                                         |
| 21                                      | Earnest Byner                           | RB, entrenador                          | 1996-2003                               | 2000                                    | -- |
| 19                                      | Johnny Unitas*                          | QB                                      | 1956-1972                               | 2002                                    | 10 Pro Bowl, 7 All-Pro, 4× NFL MVP                                                                                          |
| 24                                      | Lenny Moore*                            | HB                                      | 1956-1967                               | 2002                                    | 7 Pro Bowl, 7 All-Pro |
| 70                                      | Art Donovan *                           | DT                                      | 1953-1961                               | 2002                                    | 5 Pro Bowl, 4 All-Pro |
| 77                                      | Jim Parker*                             | OL                                      | 1957-1967                               | 2002                                    | 8 Pro Bowl, 10 All-Pro |
| 82                                      | Raymon Berry*                           | WR                                      | 1955-1967                               | 2002                                    | 6 Pro Bowl, 5 All-Pro |
| 83                                      | Ted Hendricks*                          | LB                                      | 1969-1973                               | 2002                                    | 3 Pro Bow, 3 All-Pro |
| 88                                      | John Mackey *                           | TE                                      | 1963-1971                               | 2002                                    | 5 Pro Bowl, 3 All-Pro |
| 89                                      | Gino Marchetti*                         | DE                                      | 1953-1966                               | 2002                                    | 11 Pro Bowl, 10 All-Pro |
| -                                       | Art Modell                              | Dueño                                   | 1996-2003                               | 2004                                    | La vuelta de la NFL a Baltimore                                                                                             |
| 99                                      | Michael McCrary                         | DE                                      | 1997-2002                               | 2004                                    | 2 Pro Bowl, 1 All-Pro |
| 58                                      | Peter Bouware                           | LB                                      | 1997-2005                               | 2006                                    | 4 Pro Bowl, 1 All-Pro, Rookie Defensivo del Año                                                                             |
| 75                                      | Jonathan Odgen                          | OT                                      | 1996-2007                               | 2008                                    | 11 Pro Bowl, 9 All-Pro |
| 3                                       | Matt Stover                             | PK                                      | 1996-2008                               | 2011                                    | 1 Pro Bowl, 1 All-Pro |
| 31                                      | Jamal Lewis                             | RB                                      | 2000-2006                               | 2012                                    | 1 Pro Bowl, 1 All-Pro, Jugador Ofensivo del Año, Club de las 2,000 Yardas                                                   |
| 52                                      | Ray Lewis                               | LB                                      | 1996-2012                               | 2013                                    | 13 Pro Bowl, 10 All-pro, 2 veces Jugador Defensivo del Año, Super Bowl MVP                                                  |
| 86                                      | Todd heap                               | TE                                      | 2001-2010                               | 2014                                    | 2 Pro Bowl, 1 All-Pro |
| 20                                      | Ed Reed                                 | FS                                      | 2002-2012                               | 2015                                    | 9 Pro Bowl, 8 All-Pro, Jugador Defensivo del Año                                                                            |
| -                                       | Brian Billick                           | Entrenador en Jefe                      | 1999-2007                               | 2019                                    | Campeón del Super Bowl (XXXV), 2 campeonato AFC North, 1 Campeonato de Conferencia AFC y 4 apariciones en las eliminatorias |
| 92                                      | Haloti Ngata                            | DT                                      | 2006-2014                               | 2020                                    | 5 Pro Bowls, 5 All-Pro |
| 73                                      | Marshall Yanda                          | OG                                      | 2007-2019                               | TBD                                     | 8 Pro Bowl, 7 All-Pro |